# Super Metroid
Super Metroid (スーパーメトロイド Sūpā Metoroido) er et konsolspil, og det tredje i Metroidserien. Det blev udviklet af Nintendos R&D1 og udgivet i 1994 til Super Nintendo Entertainment System. Med en størrelse på 24 megabyte, var det det på tidspunktet største tilgængelige spil.
Super Metroid er et 2D-platformspil med både action- og adventureelementer. Spillets opbygning er som dets forgængeres, idet man som spillets hovedperson Samus må anskaffe sig forskellige genstande, der på hver deres måde giver Samus mulighed for at klare forskellige forhindringer, så man får adgang til nye områder i spilverdenen. Med adskillige hemmelige områder i spilverdenen, samt mulighed for på alle tidspunkter at bevæge sig frit rundt i tidligere besøgte områder, bliver udforskning en central del af spiloplevelsen.

## Spillets handlingsforløb

### Prolog
Efter at det er lykkedes hende at udrydde metroiderne på SR-388 (planeten hvorfra de oprindeligt kom), bringer dusørjægeren Samus Aran den eneste overlevende metroidelarve til Ceres Rumkoloni. Her udfører videnskabsmænd undersøgelser på larven og når den konklusion, at metroidernes kræfter kan udnyttes til menneskehedens fordel. Da hun har sikret at tingene er i orden, forlader Samus Ceres. Imidlertid modtager hun et nødsignal fra Ceres kort tid efter og tager tilbage, for at undersøge hvad der er galt.
I spillets første spilbare sekvens, styrer man Samus rundt i en række små korridorer i rumkolonien. I laboratoriet hvor larven blev undersøgt, findes en ødelagt beholder (beholderen man på spillets titelskærm ser indeholde metroidelarven – se billedet til højre), samt en række døde videnskabsmænd på gulvet. Samus' undersøgelse af rumkolonien slutter i et rum, hvor hun finder larven i en mindre beholder i kløerne på den drageagtige Ridley; en af rumpiraternes ledere og Samus' ærkefjender.
Ridley angriber Samus, men efter kort tids kamp flyver Ridley væk med larven i kløerne. På samme tid igangsættes rumkoloniens automatiserede tilintetgørelse, og Samus har 60 sekunder til at vende tilbage til sit rumskib. Hvis dette nås, startes spillets primære del, der foregår på planeten Zebes; rumpiraternes hjemsted som blev ødelagt i det første Metroid-spil, men siden er blevet genopbygget. Samus begynder at udforske planeten for at finde metroiden, og dermed forhindre at rumpiraterne får gavn af dens kræfter.

### Udforskningen af Zebes
Da spilleren genvinder kontrollen over Samus, befinder hun sig over planetens klippefulde overflade i et område kendt som Crateria. Det tordner, og tyk regn falder fra himmelen. Som i seriens tidligere spil må Samus undersøge planetens indre, og hun kommer således til at udforske planetens komplekse huleformationer i sin jagt på rumpiraterne.
Da Samus først træder ind i Craterias tunnelsystem, er området øde og forladt, og der er ingen tegn på aktivitet. Hun søger dybere ind i planeten, og når ruinerne af Tourian – piraternes hovedkvarter og moderhjernens tilholdssted. Senere når hun Brinstar, hvor seriens første spil havde sin start, og her finder hun den første opgradering til sin dragt, der tillader hende at ændre form til en kompakt kugle. Da hun har fået dette vitale stykke udstyr aktiveres en spot, der fokuserer på Samus. Som Samus vender tilbage til Crateria, erfarer hun, at hele planeten nu er fyldt med farlige væsener og rumpirater.

### Slutningen
Efter at have overvundet Ridley i et område i planetens indre kaldet Norfair, finder Samus beholderen fra rumkolonien. Den er imidlertid ødelagt og tom, og Samus sætter kurs mod det genopbyggede Tourian; hele den Zebesiske fæstnings kontrolcenter.
Indgangen til Tourian er bevogtet af en kolossal statue af de fire piratledere. Døren bag Samus låser, og øjnene på de dele af statuen, der repræsenterer de ledere, Samus har dræbt, sprænges én for én. Da dette er sket for alle statuerne, starter et jordskælv, der får gulvet til at falde sammen og dermed afslører en elevator, der fører til Tourian.